# Pieter Lisaert

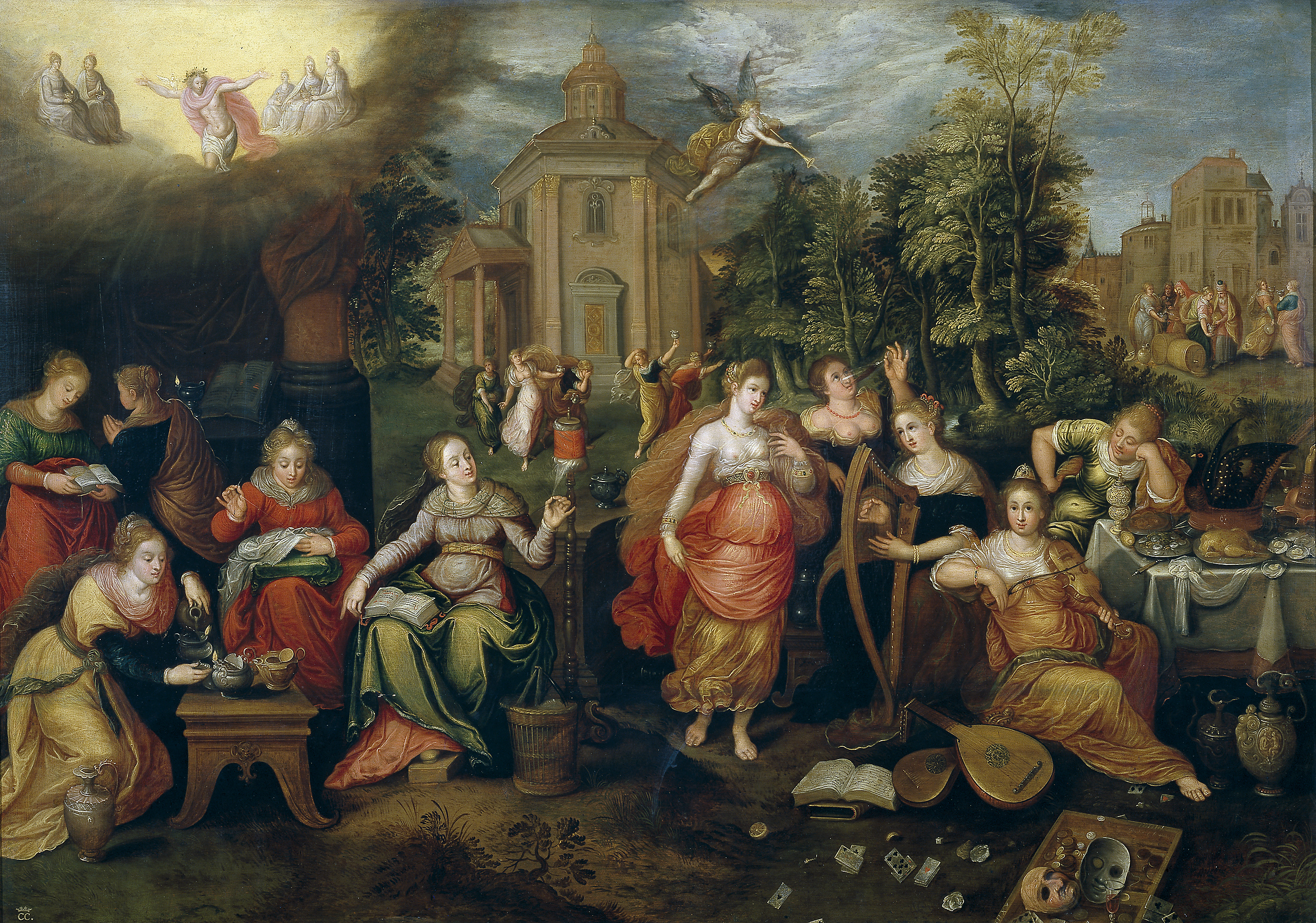
Parábola de las vírgenes necias y las vírgenes prudentes, óleo sobre tabla, 73 x 105 cm, Madrid, Museo del Prado.

Pieter Lisaert (Amberes, 1574- ¿Amberes? c. 1630), fue un pintor flamenco, especializado en pintura historiada de asunto religioso y alegórico.
De biografía mal conocida, consta su nacimiento en Amberes, donde fue bautizado el 24 de junio de 1574, y su matrimonio con Suzanne van Horne en 1595. Miembro de una familia de artistas y comerciantes de arte, su pintura, en la que se observan rasgos de un manierismo algo arcaico, revela influencias de Frans Francken el Viejo.  
De la escasa obra conocida de Pieter Lisaert destaca el motivo, varias veces repetido, de la Parábola de las vírgenes necias y las vírgenes prudentes (Mateo 25, 1-13), de la que se conoce una versión firmada en colección privada sevillana muy semejante a la versión conservada en el Museo del Prado, de la que existen réplicas en la Galería Nacional de Finlandia y en colección particular de Nueva York. Con atribución a Pieter Lisaert IV (1595-1630) el Museo de Bellas Artes de Estrasburgo conserva un Triunfo del Tiempo.